# Suzanne Guéry
Pour les articles homonymes, voir Guéry (homonymie).
Suzanne Guéry, née le 9 juillet 1897 à Bourg-la-Reine et morte le 19 mars 1991 à Saint-Cloud, est une athlète française, spécialiste de la course de demi-fond.

## Biographie
Suzanne Guéry est la fille de Edouard Clément Guéry, garçon de recettes, et de Marie Lupart.
Elle remporte le titre de Championne de France du 1 000 m en 1919.
En 1930, elle épouse à Montmorency Arthur Loth, le couple aura 3 enfants.